# ソユーズ RD-1700
RD-1700（ロシア語: РД-1700）は、ツシノ機械製造設計局ソユーズとP・I・バラノフ記念航空エンジン中央研究所がモスクワ機械製造工場ヴィリョードとの支援を受けて共同開発した小型の低バイパス比ターボファンエンジンである。製造はV・V・シェルニーショフ記念モスクワ機械製造会社が行っている。

## 開発
RD-1700はMiG-AT向けに開発が始められ、2003年10月28日には、国家試験の開始のための準備が完了した。
2004年5月5日には、Yak-130に搭載するための発展型RD-2500の設計作業を完了した。同年5月12日スホーイがBLS-62UAVに搭載するエンジンとして関心を示したとの報道も行われた。
2008年6月27日にはMiG-ATの試作機"81"がエンジンを当初搭載していたラルザック 04-R-20からRD-1700に換装して初飛行した。しかし翌年、製造を行うシェルニーショフから完全な資金調達ができず、計画は停止状態に陥った。
2012年1月12日、RD-1700のNo.07がテストベンチ上にあり、それらのテストを再開する準備ができていることが発表された。
2013年、RD-2500の開発が開始された。資金はロシア産業貿易省より供給される。
2015年8月21日、RD-2500の研究開発の完了が2015年の第4四半期（2016年の1-3月）に予定されているとした。

## 性能
MiG-ATがエンジンをラルザック 04-R-20からRD-1700に換装した場合、最大速度が元の850km/sから100km増え、全体では20%飛行性能が向上するとされている。また、技術的なレベルとパフォーマンスの点でウクライナのイーウチェンコ設計局が開発したAI-222-25を上回ると評価されている。AL-55との比較ではRD-1700の方が寸法が小さく、より大きな推力を持ち、低燃費である。

## 型式
RD-1700
基本型。推力は1,700kgであるが、アフターバーナーを装備したタイプでは使用時に2,000kgの推力を発揮する。
RD-2500
推力を2,500kgに増強した発展型。FADECを装備する。
このほか、4,000kgへ強化したタイプの開発も進められている。

## 搭載機
MiG-AT
"81"のみ。MiG-ATは2009年に開発中止となった。
Yak-130
RD-2500とAI-222-25が比較検討されたが、不採用に終わった。
SR-10
量産機のエンジンとしてRD-2500がAL-55とSM-100と比較検討されていたが、不採用に終わった。
無人航空機
検討中。

## 仕様
一般的特性
- 形式: 2軸ターボファン
- 全長: 1,095mm
- 直径: 452mm
- 乾燥重量: 300kg未満

構成要素
- 圧縮機: ファン2枚4段高圧
- タービン: 2段

性能
- 出力: 1,700kg
- 全圧縮比（英語版）: 14,3
- バイパス比: 0.78
- タービン入口温度: 1,460K
- 燃料消費率: 0.748 kg/kg h
- 推力重量比:
- 空気流量 30kg/s
- 寿命 6,000時間
- ホットセクションの寿命 4,000時間
- オーバーホールまでの時間 2,000時間

出典: 